# Małgorzata Rejmer
Małgorzata Zofia Rejmer (ur. 6 września 1985 w Warszawie) – polska pisarka, reportażystka.

## Życiorys
Ukończyła kulturoznawstwo w ramach MISH UW. Po kilkuletnim pobycie w Tiranie wróciła do Warszawy.
Debiutowała jako trzynastolatka wierszami opublikowanymi w kwartalniku „Okolica Poetów”. Jej pierwsze opowiadanie Poczekalnia ukazało się w antologii 20 lat pod lampą pod redakcją Pawła Dunin-Wąsowicza (wyd. Lampa i Iskra Boża).
W 2009 wydała swoją pierwszą powieść Toksymia (wyd. Lampa i Iskra Boża), w 2010 nominowaną do Nagrody Literackiej Gdynia.
We wrześniu 2013 opublikowała reportaż Bukareszt. Kurz i krew (Wydawnictwo Czarne), za który otrzymała Nagrodę Newsweeka im. Teresy Torańskiej w kategorii literatura faktu oraz Nagrodę Literacką dla Autorki „Gryfia”, a także nominację do Nagrody Literackiej Nike.
W grudniu 2013 Małgorzata Rejmer została nominowana do Paszportów Polityki w dziedzinie literatury. Jest laureatką Gwarancji Kultury, nagrody przyznawanej przez TVP Kultura najciekawszym i najważniejszym artystom. Otrzymała ją za Bukareszt. Kurz i krew – „zbiór reportaży z miasta pełnego śladów dawnej świetności i upadku. Za przejmujące historie mieszkańców Bukaresztu, zawieszonych pomiędzy spuścizną komunistycznej dyktatury Ceaușescu a światem Zachodu. Za język reportażu najwyższej próby”.  
W październiku 2018 ukazała się kolejna reportażowa książka Rejmer Błoto słodsze niż miód. Głosy komunistycznej Albanii (Wydawnictwo Czarne). Za tę książkę w 2019 roku otrzymała Paszport Polityki w kategorii Literatura, Nagrodę Bursztynowego Motyla oraz w 2020 Nagrodę Kościelskich. W 2019 otrzymała tytuł Młodego Ambasador Polszczyzny.
W roku 2023 nakładem Wydawnictwa Literackiego ukazała się jej książka Ciężar skóry - zbiór dziesięciu opowiadań prozatorskich. Akcja zawartych w nim fikcyjnych opowieści dzieje się w Polsce, Kosowie i Albanii.